# Truite marbrée
Salmo marmoratus
 (août 2023).
Si vous disposez d'ouvrages ou d'articles de référence ou si vous connaissez des sites web de qualité traitant du thème abordé ici, merci de compléter l'article en donnant les références utiles à sa vérifiabilité et en les liant à la section « Notes et références ».
Espèce
Statut de conservation UICN

 LC  : Préoccupation mineure
La Truite marbrée (Salmo marmoratus) est une espèce de truite endémique du bassin de la mer Adriatique, originaire des rivières d'Italie mais aussi de Slovénie. Elle est inscrite sur la liste rouge de l'UICN, où son statut est passé d'« espèce menacée » à « least concern » grâce aux efforts de conservation des années 2000.

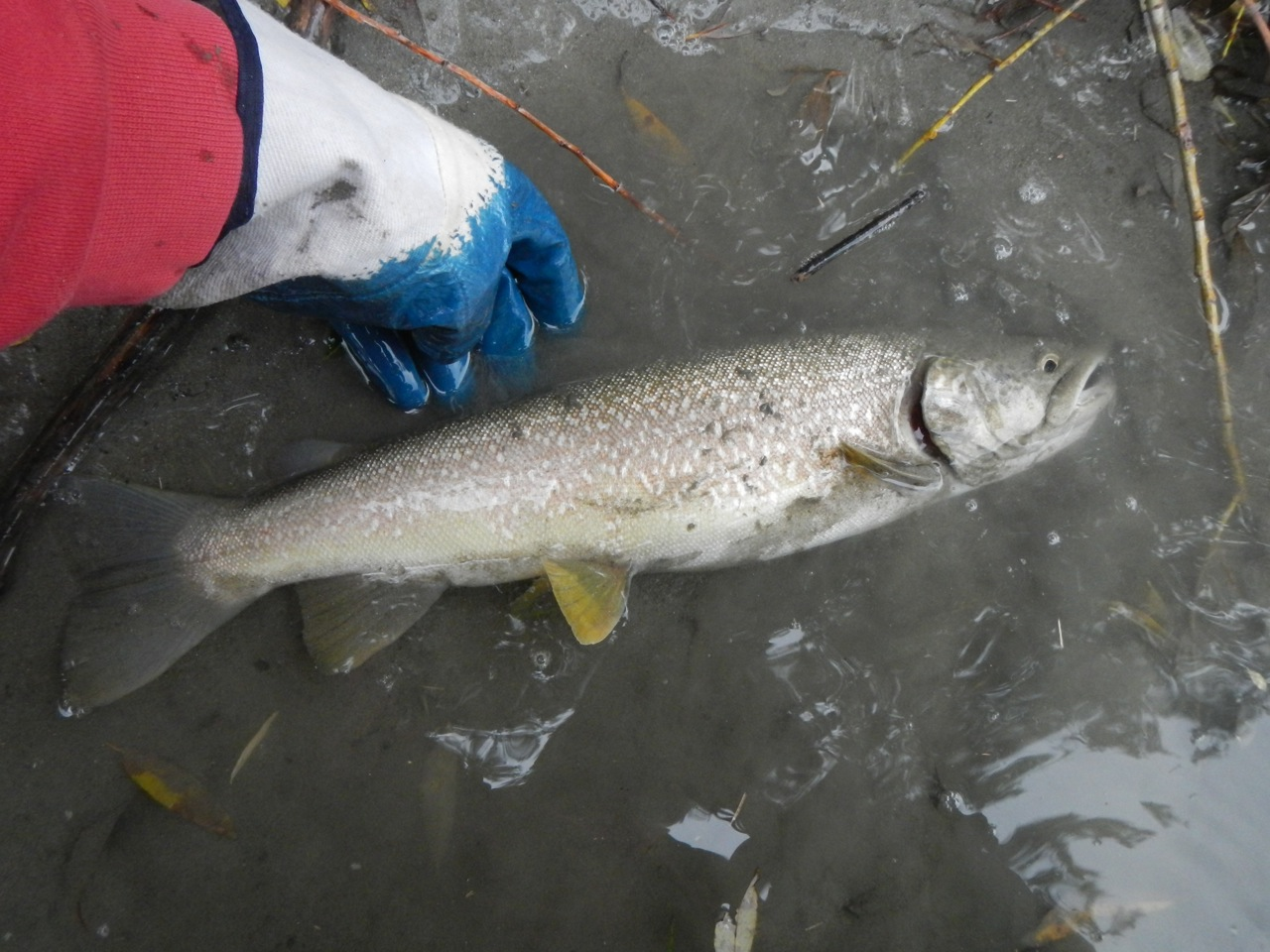

## Répartition et habitat
La truite marbrée est un poisson anadrome (migrateur) que l'on trouve en Europe, dans le Bassin Adriatique, allant des tributaires du Pô (uniquement ceux situés au nord) en Italie jusqu'aux fleuves Isonzo (Soča en Slovène) et Rižana. Introduite dans le Tibre en Italie. Elle préfère les eaux fraîches et relativement profondes, les parties hautes des rivières alpines, et les lacs glaciaires. Elle habite les ruisseaux et rivières froides et non polluées avec des températures atteignant au maximum 15 °C en été, sur des fonds sableux ou de graviers.
Les analyses moléculaires suggèrent que les populations identifiées comme truite marbrée dans le Neretva (Bosnie-Herzégovine, Croatie), et celles du bassin du lac Skadar et les rivières Drin et Shkumbin (Monténégro, Albanie, Kosovo, Macédoine) représentent une autre espèce, pour l'instant non identifiée. Des truites de Croatie, Monténégro, Bosnie et Albanie seraient une sous-espèce de la Truite Adriatique (ou truite à lèvres molles, Salmo obtusirostris) et non pas de la truite marbrée.

## Description
Cette espèce se distingue de ses congénères du bassin Adriatique par un corps argenté à vert-olive (teinte d’ensemble verdâtre argentée assez sombre) avec des lignes brunes irrégulières composant un effet de marbrage. Les individus dépassant 6 cm n'ont pas de bandes verticales (qui aident au camouflage). Des taches rouges sont généralement réparties sur une ligne latérale, bien qu'elles soient absentes chez les individus génétiquement très purs. Les flancs sont rehaussés de très petits points d’un bleu étincelant. L'opercule montre des taches ou des lignes brunâtres. La longueur de la tête est de 22 à 25 % de la longueur du corps ; sa tête est donc plus puissante, avec une bouche plus grande et très largement fendue que chez les autres truites. La dentition est aussi plus imposante et crochue. Sa nageoire adipeuse est beaucoup plus développée que celle des autres truites, avec des nageoires plus larges et plus puissantes que la truite commune et une nageoire caudale surpuissante ornée de beaux tirets et pointillés - c'est son trait le plus distinctif dans sa silhouette, de forme spécifique et au contraste clair-obscur formant ce motif typique. Le diamètre de l'œil est de 1,7 à 2,2 fois la distance inter-orbitale, 3,1 à 4,3 fois la longueur post-orbitale (pour une longueur de corps de 25 à 35 cm). Longueur maximum observée : 120 cm. Poids maximum observé : 50,0 kg. Âge maximum observé : 10 ans.

## Comportement
Elle craint la lumière vive, se cachant jusqu'au soir derrière des rochers, racines ou souches. Elle chasse surtout la nuit ou par temps couvert, quand la luminosité est faible, devenant très active et agressive par mauvais temps. À la pêche, elles ne se fait prendre en pleine journée le plus souvent que lors de fortes chutes de pluie ou de neige, ou au plus fort de l’orage. Elle a un tempérament solitaire et agressif qui la mène souvent à s’embusquer dans des endroits imprévisibles. Sa puissance musculaire la fait se trouver dans des secteurs de cours d'eau où les autres truites ne prennent pas le risque de s’établir.
Les jeunes se nourrissent d'une large variété d'invertébrés aquatiques et terrestres, puis passent aux poissons quand ils approchent l'âge adulte. Elle devient carnivore à un âge plus jeune que les autres truites.
Elle pond dans le gravier des rivières et ruisseaux à eaux vives (0,4 à 0,5 m/s), à une profondeur modérée (0,6 à 0,8 m).

## Conservation
On la croyait disparue à la suite de l'introduction d'espèces non indigènes concurrentes, jusqu'à la découverte de huit petites populations dans quelques gorges des Alpes juliennes où elle a été protégée par l'isolement et l'inaccessibilité. La majorité des truites marbrées sont là, dans les gorges de Zagorska où court la rivière Zadlascica ; c'est là que l'on trouve les spécimens les plus purs génétiquement. Au tout début des années 2000 la société de pêche de Tolmin, dans les Alpes juliennes, a commencé un plan de sauvegarde avec comme partenaire la station biologique française de la Tour du Valat (près d'Arles). La société de pêche de Tolmin gère tous les parcours de pêche de la région. Son but est de repeupler la Soča et ses affluents.
Elle est menacée par l'hybridisation avec la Salmo trutta et Salmo cenerinus, par la pollution, par trop de pêche et par la régulation des rivières (barrages). Seules quelques rares populations pures demeurent. La situation s'est améliorée avec le repeuplement en cours, et elle a maintenant le statut de 'Least concern' dans la liste rouge de l'UICN. Cependant, si les mesures de conservation cessent elle reviendra au statut d'espèce en danger.